# كلارا جيساب مور
كلارا جيساب مور (بالإنجليزية: Clara Jessup Moore)‏ (1824، ويستفيلد في الولايات المتحدة - 1899)؛ كاتِبة وشاعرة أمريكية.